# Socha svatého Jana Nepomuckého (Krásné Údolí)
Socha svatého Jana Nepomuckého z roku 1780 stojí v parčíku v obci Krásné Údolí v okrese Karlovy Vary. Je kulturní památkou České republiky.

## Historie
Sochu svatého Jana Nepomuckého na své náklady nechal v roce 1780 zhotovit Peter Klement z usedlosti č. 30 z obce Krásné Údolí. Vystěhováním německého obyvatelstva po skončení druhé světové války socha nebyla udržována a chátrala. V roce 1998 obec Krásné Údolí nechala sochu přesunout dále od frekventované komunikace do parčíku a zrenovovat za finanční podpory Okresního úřadu Karlovy Vary.

## Popis
Pozdně barokní pískovcová socha světce s podstavcem má výšku 2,5 m. Na odstupňovaném soklu stojí hranolový pískovcový podstavec s profilovanou římsou. Stěny podstavce jsou zdobeny vysekanými jednoduchými obdélnými rámci. V rámci na přední straně je nečitelný nápis. V horní části je vyrytý monogram donátora „P K“ a pod ním jméno „„IOHANES NEPOMUCENI“. Ve spodní části podstavce je vysekán zlacený letopočet „1780“. Částečně polychromovaná socha světce v mírně podživotní velikosti stojí v kontrapostu na profilované římse podstavce. Je oděn v kanovnickém rouchu, v klerice, rochetě a almuci, s biretem na hlavě, nad níž je svatozář s pěti hvězdami na pozlacené obruči. Lemy rochety a rukávů jsou zlacené. Oběma rukama drží šikmo přes hruď kříž s korpusem.